# Triumph-Palast

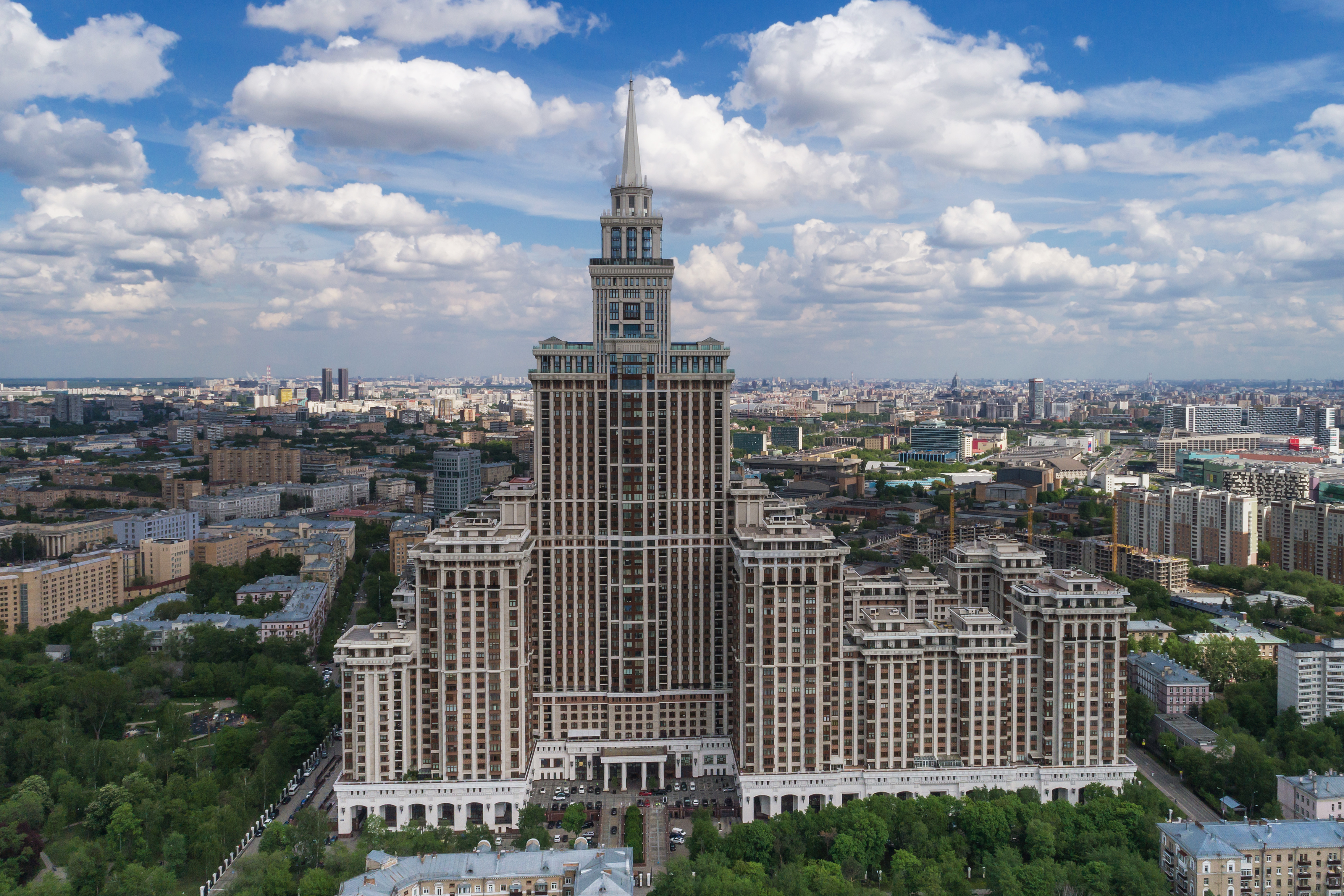
Triumphpalast

Der Triumphpalast (russisch Триумф-Палас Triumf-Palas) in Moskau ist ein im Jahr 2005 fertiggestellter Wolkenkratzer. Mit der Errichtung der Spitze im Dezember 2003 löste das 264,1 m hohe Hochhaus den Commerzbank Tower in Frankfurt am Main als höchstes Hochhaus in Europa ab. Im Jahr 2007 musste der Triumphpalast diesen Titel an den Moskauer Nabereschnaja-Turm abgeben, der vier Meter höher ist, blieb aber weiterhin das höchste Wohngebäude.
Der Triumphpalast steht nordwestlich des Stadtzentrums unweit des Leningradski Prospekts, der Ausfallstraße Richtung Flughafen Scheremetjewo und Sankt Petersburg, zwischen den Stationen Aeroport und Sokol der „grünen“ Linie der Moskauer Metro.
Das Gebäude hat 54 Etagen und besteht aus neun Flügeln mit jeweils einem eigenen Eingangsbereich. Die Flügel sind nur in den ersten fünf Stockwerken miteinander verbunden. Auf dem Abschnitt vom zehnten bis zum siebenunddreißigsten Stock befinden sich Wohnetagen. Die Bruttogeschossfläche des Gebäudes beträgt annähernd 163.300 m². Die Spitze besteht aus acht Sektionen mit 3.000 Einzelteilen, die innerhalb von sechs Tagen mit Hilfe von Helikoptern montiert wurden; sie wird von 700 m² Edelstahl umhüllt und wiegt insgesamt 52 t. Architektonisch lehnt sich der Bau an den Monumentalstil (auch „Zuckerbäckerstil“ genannt) von Stalins Sieben Schwestern aus den 1950er-Jahren an und wird daher inoffiziell auch als „achte Schwester“ bezeichnet.